# Metaphycus acapulcus
Metaphycus acapulcus is een vliesvleugelig insect uit de familie Encyrtidae. De wetenschappelijke naam is voor het eerst geldig gepubliceerd in 2003 door Myartseva & Ruíz.